# Veine jugulaire interne
La veine jugulaire interne est une veine profonde du cou, de calibre moyen, qui collecte le sang de l'encéphale, des parties superficielles de la face et du cou. Il s'agit d'une veine située au contact de l'artère carotide interne au sein de la gaine carotidienne. Elle doit être distinguée de la veine jugulaire externe, qui se situe juste en dessous de la peau. Il existe une veine jugulaire interne de chaque côté du cou, une à droite, et une à gauche.
Chez l'adulte, la veine jugulaire mesure de 9 à 15 mm de diamètre sur une longueur de 12 à 15 cm. La veine jugulaire gauche est en général plus petite que la droite. Chacune contient une paire de valves à environ 2,5 cm de leur terminaison.

## Trajet
Le sinus sigmoïde draine le sang veineux des sinus de la dure-mère du cerveau. Lorsqu'il franchit le compartiment postérieur du foramen jugulaire à la base du crâne, avec le sinus pétreux inférieur, il donne naissance, par anastomose, à la veine jugulaire interne. À son origine celle-ci est légèrement dilatée et forme ainsi le bulbe supérieur (ou parfois appelé golfe de la jugulaire).
La veine jugulaire interne chemine verticalement vers le bas, sur le côté du cou, latéralement à l'artère carotide interne, puis à l'artère carotide commune.
À la base du cou elle s'unit à la veine sous-clavière pour former la veine brachiocéphalique par le confluent de pirogoff. Elle présente, au-dessus de sa terminaison, une deuxième dilatation : c'est le bulbe inférieur (anciennement appelé sinus inférieur).

## Rapports
En haut, la veine jugulaire interne repose sur le muscle droit latéral de la tête derrière l'artère carotide interne et les nerfs passant au travers du foramen jugulaire. Plus bas, la veine et l'artère reposent sur un même plan, les nerfs glossopharyngien et hypoglosse passant entre elles, vers l'avant. Le nerf vague descend entre et derrière la veine et l'artère, dans la même gaine. Le nerf accessoire quant à lui chemine obliquement en arrière, en superficie ou en profondeur par rapport à la veine.
À la base du cou la veine droite n'est pas en contact avec l'artère carotide commune et croise la partie initiale de l'artère subclavière. La veine jugulaire gauche chevauche habituellement l'artère carotide commune homolatérale.

## Afférentes
La veine jugulaire interne reçoit plusieurs afférentes dont de haut en bas :
- les veines pharyngiennes,
- le tronc thyro-linguo-pharyngo-facial réunion de
  - la veine rétro-mandibulaire
  - la veine linguale
  - la veine faciale,
  - la veine thyroïdienne supérieure,
- la veine thyroïdienne moyenne,

## Utilisation en médecine
Avec la veine sous-clavière, la ponction de la veine jugulaire interne est un abord habituel pour disposer d'une voie veineuse centrale permettant de perfuser de nombreux médicaments avec une sécurité maximale pendant une durée prolongée ou lorsque les veines périphériques ne sont plus disponibles.
Elle peut être également utilisée pour accéder aux cavités cardiaques droites et aux artères pulmonaires lors d'un cathétérisme cardiaque ou une exploration électrophysiologique.
Le cathétérisme de la veine jugulaire interne s'effectue dans des conditions stériles avec mains gantées et champs opératoire stérile. Pour un opérateur droitier, il est plus facile de cathétériser la veine jugulaire droite. La main droite porte l'aiguille et la main gauche repère l'artère carotide interne qui est palpable car pulsatile. L'aiguille est introduite à hauteur du cartilage thyroïde à environ un centimètre en arrière de l'artère carotide interne palpée, avec un angle de 45° par rapport à la peau et en direction du thorax.
Dès le retour veineux obtenu dans la seringue, un guide est introduit par l'aiguille en veillant à empêcher toute pénétration d'air par l'aiguille. Le guide en place, l'aiguille est enlevée et remplacée par le cathéter qui sera laissé en place pour les injections et sera raccordé aux lignes de perfusion. Le guide est enlevé en veillant à ne pas laisser de l'air entrer par le cathéter. Ce dernier est relié à une ligne de perfusion purgée.
L'abord de la veine peut être aidé par la réalisation simultanée d'une échographie permettant de visualiser les vaisseaux du cou.
Elle est utilisée également pour un stenting lors de sinus latéraux stenosés pour traiter un acouphène pulsatile ainsi qu'une hypertension intracrânienne idiopathique.